# Morskie Oko (Wrocław)

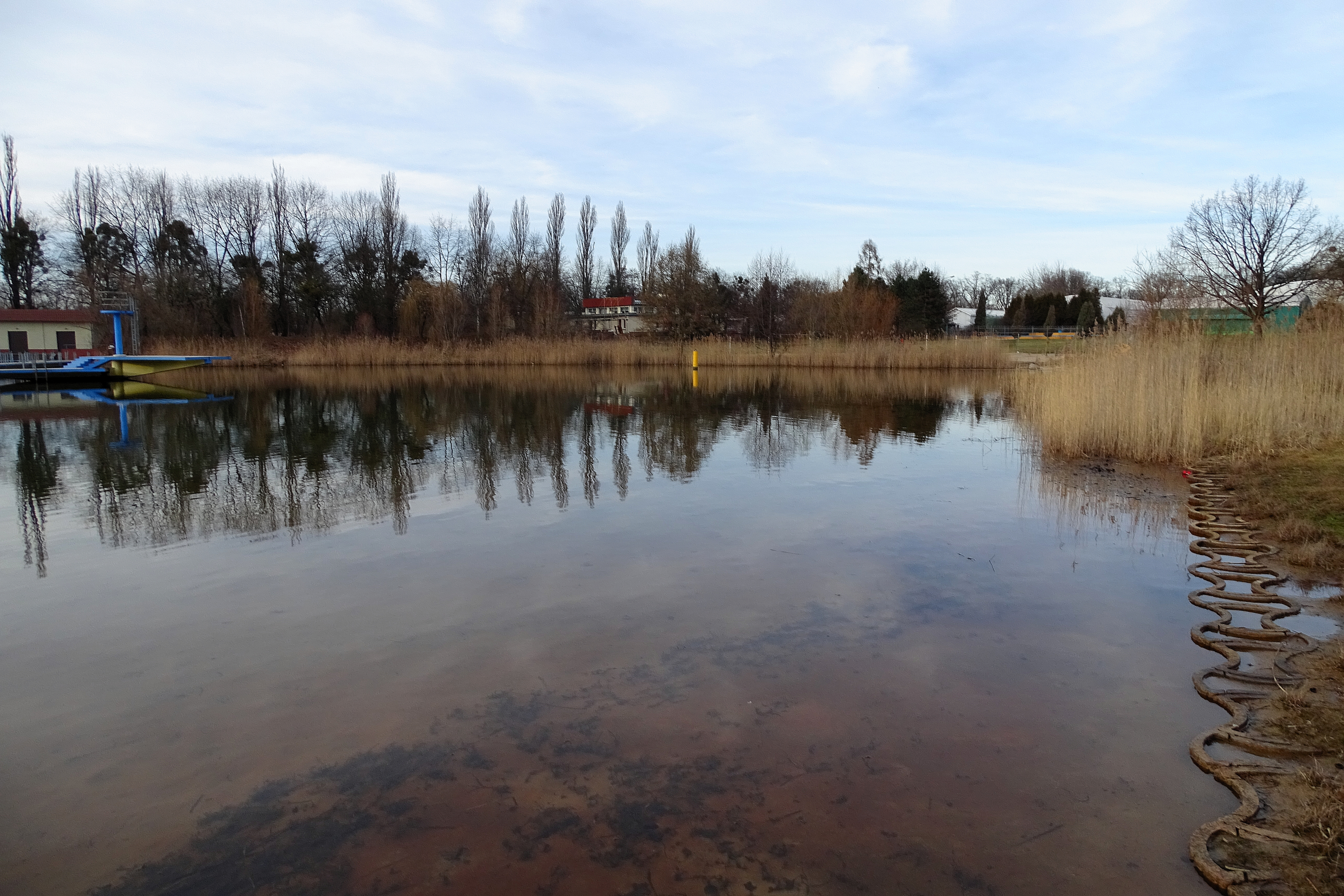
Północna część stawu Morskie Oko we Wrocławiu

Morskie Oko (niem. Familienbad Leerbeutel See lub Strandbad Leerbeutel) – kąpielisko we Wrocławiu, zlokalizowane na osiedlu Zalesie, w obrębie tzw. Wielkiej Wyspy. Zbiornik wodny (dawna glinianka) stanowiący podstawowy element kąpieliska położony jest w rejonie dawnego ramienia rzeki Odry, którego pozostałością jest znajdujący się obok fragment starorzecza – Czarna Woda (na zachód od kąpieliska; za Czarną Wodą znajduje się osiedle Zacisze). Na północ od kąpieliska znajduje się wzgórze Kilimandżaro, a za nim Kanał Powodziowy. Na kanale tym, w ramach Stopnia Wodnego Zacisze wybudowano Jaz Zacisze, który do czasu wyłączenia go z eksploatacji, piętrzył wody kanału między innymi dla potrzeb regulacji i zasilania w wodę zbiornika wodnego dzisiejszego kąpieliska Morskie Oko, przy wykorzystaniu Czarnej Wody.
Jakość wód kąpieliska jest raportowana do sieci Europejskiej Agencji Środowiska od 2005 roku z przerwami. Zwykle oceniana jest jako doskonała.
Wokół kąpieliska znajduje się teren o powierzchni 10 ha, przeznaczony do rekreacji (plażowania), Wybudowano szereg budynków i budowli przeznaczonych do rekreacji, wypoczynku oraz uprawiania sportu, np. zjeżdżalnie, boiska, brodzik i plac zabaw dla dzieci; dostępne są restauracja i bar, wypożyczalnia kajaków, siłownia, oraz korty tenisowe.

## Historia
Pierwsze projekty kąpieliska w tym miejscu powstały od 1910 roku. Ich autorem był Artur Klar. Obejmowały one, oprócz pływalni i plaży, także infrastrukturę dodatkową i towarzyszącą (m.in. restaurację w rejonie wejścia na teren kąpieliska). W 1927 roku powstał projekt modernizacji Morskiego Oka, którego autorami byli Hugo Althoff i Richard Konwiarz. Jego realizacja nastąpiła w 1928 roku. Zrealizowano wówczas także ujęcie z Czarnej Wody zasilanej z Kanału Powodziowego, pogłębiono nieckę zbiornika, wybudowano drewniane pomosty wydzielające miejsca do kąpieli dla dzieci, do nauki pływania oraz dla osób umiejących pływać. Po stronie wschodniej usytuowano natomiast kameralny dziedziniec wejściowy, otoczony z trzech stron pawilonami mieszczącymi między innymi kasy, biura oraz restaurację. Wzdłuż ulicy wybudowano szatnie i natryski, zasłaniając w ten sposób widok z ulicy na plażę.
Ponowną modernizację kąpielisko przeszło w 1970 roku, według projektu J. Kociubińskiego. Rozebrano wówczas drewniane pomosty i odbudowano je już w technologii żelbetowej, zainstalowano żelbetową zjeżdżalnię, natomiast w północnej części ośrodka wykonano korty tenisowe.